# Orion (astronomische Zeitschrift)
Orion (Eigenschreibweise in Minuskeln) ist eine dreimonatlich erscheinende astronomische Zeitschrift der ORIONmedien GmbH in Zusammenarbeit mit der Schweizerischen Astronomischen Gesellschaft. Orion wendet sich an Amateurastronomen.